# Grande Prêmio da Itália de 1972
Resultados do Grande Prêmio da Itália de Fórmula 1 realizado em Monza em 10 de setembro de 1972. Décima etapa da temporada, nela a vitória de Emerson Fittipaldi garantiu ao brasileiro o título de campeão mundial e grantiu para a Lotus-Ford o título de construtores.

## Classificação da prova
| Pos.   | Nº | Piloto               | Construtor   | Voltas | Tempo/Diferença        | Grid | Pontos |
| ------ | -- | -------------------- | ------------ | ------ | ---------------------- | ---- | ------ |
| 1      | 6  | Emerson Fittipaldi   | Lotus-Ford   | 55     | 1:29:58.4              | 6    | 9      |
| 2      | 10 | Mike Hailwood        | Surtees-Ford | 55     | + 14.5                 | 9    | 6      |
| 3      | 14 | Denny Hulme          | McLaren-Ford | 55     | + 23.8                 | 5    | 4      |
| 4      | 15 | Peter Revson         | McLaren-Ford | 55     | + 35.7                 | 8    | 3      |
| 5      | 28 | Graham Hill          | Brabham-Ford | 55     | + 1:05.6               | 13   | 2      |
| 6      | 23 | Peter Gethin         | BRM          | 55     | + 1:21.9               | 12   | 1      |
| 7      | 3  | Mario Andretti       | Ferrari      | 54     | + 1 volta              | 7    |        |
| 8      | 21 | Jean-Pierre Beltoise | BRM          | 54     | + 1 volta              | 16   |        |
| 9      | 19 | Ronnie Peterson      | March-Ford   | 54     | + 1 volta              | 24   |        |
| 10     | 16 | Mike Beuttler        | March-Ford   | 54     | + 1 volta              | 25   |        |
| 11     | 22 | Howden Ganley        | BRM          | 52     | + 3 voltas             | 17   |        |
| 12     | 24 | Reine Wisell         | BRM          | 51     | + 4 voltas             | 10   |        |
| 13     | 18 | Niki Lauda           | March-Ford   | 50     | + 5 voltas             | 20   |        |
| Ret    | 4  | Jacky Ickx           | Ferrari      | 46     | Pane elétrica          | 1    |        |
| Ret    | 20 | Chris Amon           | Matra        | 38     | Freios                 | 2    |        |
| Ret    | 9  | Andrea de Adamich    | Surtees-Ford | 33     | Freios                 | 21   |        |
| Ret    | 29 | Wilson Fittipaldi    | Brabham-Ford | 20     | Suspensão              | 19   |        |
| Ret    | 7  | John Surtees         | Surtees-Ford | 20     | Sistema de combustível | 22   |        |
| Ret    | 8  | Tim Schenken         | Surtees-Ford | 20     | Spun Off               | 15   |        |
| Ret    | 5  | Clay Regazzoni       | Ferrari      | 16     | Colisão                | 4    |        |
| Ret    | 26 | José Carlos Pace     | March-Ford   | 15     | Colisão                | 18   |        |
| Ret    | 30 | Carlos Reutemann     | Brabham-Ford | 14     | Suspensão              | 11   |        |
| Ret    | 2  | François Cevert      | Tyrrell-Ford | 14     | Motor                  | 14   |        |
| Ret    | 11 | Nanni Galli          | Tecno        | 6      | Motor                  | 23   |        |
| Ret    | 1  | Jackie Stewart       | Tyrrell-Ford | 0      | Embreagem              | 3    |        |
| DNQ    | 25 | Henri Pescarolo      | March-Ford   |        |                        |      |        |
| DNQ    | 12 | Derek Bell           | Tecno        |        |                        |      |        |
| Fonte: |    |                      |              |        |                        |      |        |

## Tabela do campeonato após a corrida
|   | Pos. | Piloto             | Pontos |
| - | ---- | ------------------ | ------ |
|   | 1    | Emerson Fittipaldi | 61     |
| 1 | 2    | Denny Hulme        | 31     |
| 1 | 3    | Jackie Stewart     | 27     |
|   | 4    | Jacky Ickx         | 25     |
|   | 5    | Peter Revson       | 17     |

|   | Pos. | Construtor   | Pontos |
| - | ---- | ------------ | ------ |
|   | 1    | Lotus-Ford   | 61     |
|   | 2    | McLaren-Ford | 39     |
|   | 3    | Tyrrell-Ford | 33     |
|   | 4    | Ferrari      | 29     |
| 2 | 5    | Surtees-Ford | 18     |

- Nota: Somente as primeiras cinco posições estão listadas e os campeões da temporada surgem destacados em negrito. A temporada de 1972 foi dividida em dois blocos de seis corridas onde cada piloto descartaria um resultado. Neste ponto esclarecemos: na tabela dos construtores figurava somente o melhor resultado dentre os carros do mesmo time.